# ستيف مارينو
ستيف مارينو (بالإنجليزية: Steve Marino)‏ هو لاعب غولف أمريكي، ولد في 10 مارس 1980 في ألتوس في الولايات المتحدة.

## وصلات خارجية
- ستيف مارينو على موقع رابطة لاعبي الغولف المحترفين (الإنجليزية)
- ستيف مارينو على موقع رابطة اليابان للاعبي الغولف المحترفين (الإنجليزية)
- ستيف مارينو على موقع التصنيف العالمي الرسمي للغولف (الإنجليزية)